# Turkansaari (ö i Norra Österbotten)
Turkansaari är en ö i Finland. Den ligger i Ule älv och i kommunen Uleåborg i den ekonomiska regionen  Uleåborgs ekonomiska region  och landskapet Norra Österbotten, i den centrala delen av landet, 500 km norr om huvudstaden Helsingfors. Öns area är 3,4 hektar och dess största längd är 390 meter i sydöst-nordvästlig riktning.